# Зеркалы (Алтайский край)
Зеркалы — село в Шипуновском районе Алтайского края России.

## Географическое положение и природные условия
Село Зеркалы расположено на берегах озера Зеркального.

## История
Село Зеркалы за время своего существования имело несколько названий; первоначальное название — деревня Болвашкина, также использовались названия Зерцало, Зеркало, затем — село Болвашкинское и современное село Зеркалы. По данным переписи населения в 1859 году в деревне Болвашкиной проживало 299 человек (148 —мужчины и 151— женщины) в 47 дворах.
Увеличение притока переселенцев из европейской части Российской империи во второй половине XIX века привело к росту количества населения в старожильческих деревнях левобережья Оби. В деревне Болвашковой (Зеркало) к 1893 году проживало 702 человека (338—мужчины и 364—женщины) в 121 крестьянском дворе и 10 некрестьянских.
К следующей переписи 1899 года произошли значительные перемены в жизни села Болвашинского Боровской волости Барнаульского уезда Томской губернии: количество жителей увеличилось более чем двоекратно и достигло 1825 человек (923—мужчины и 902—женщины), проживавших в 230 дворах, в селе была построена православная церковь, открылась подготовительная школа, работали две мануфактурные лавки и питейное заведение.
Основано в 1725 г. В 1928 году село Зеркальское состояло из 583 хозяйств, основное население — русские. В административном отношении являлось центром Зеркальского сельсовета Боровского района Барнаульского округа Сибирского края.
В селе родился Герой Советского Союза Алексей Матвеев.

## Население
| 1926 | 1997 | 1998 | 1999 | 2000 | 2001 |
| ---- | ---- | ---- | ---- | ---- | ---- |
| 3028 | ↘872 | ↘856 | ↘838 | ↗847 | ↘826 |
| 2002 | 2003 | 2004 | 2005 | 2006 | 2007 |
| ↘808 | ↗816 | ↗817 | ↘748 | ↘730 | ↘716 |
| 2008 | 2009 | 2010 | 2011 | 2012 | 2013 |
| ↘703 | ↘684 | ↘672 | ↘669 | ↘668 | ↘659 |